# Joannici Dzieło Pomocy

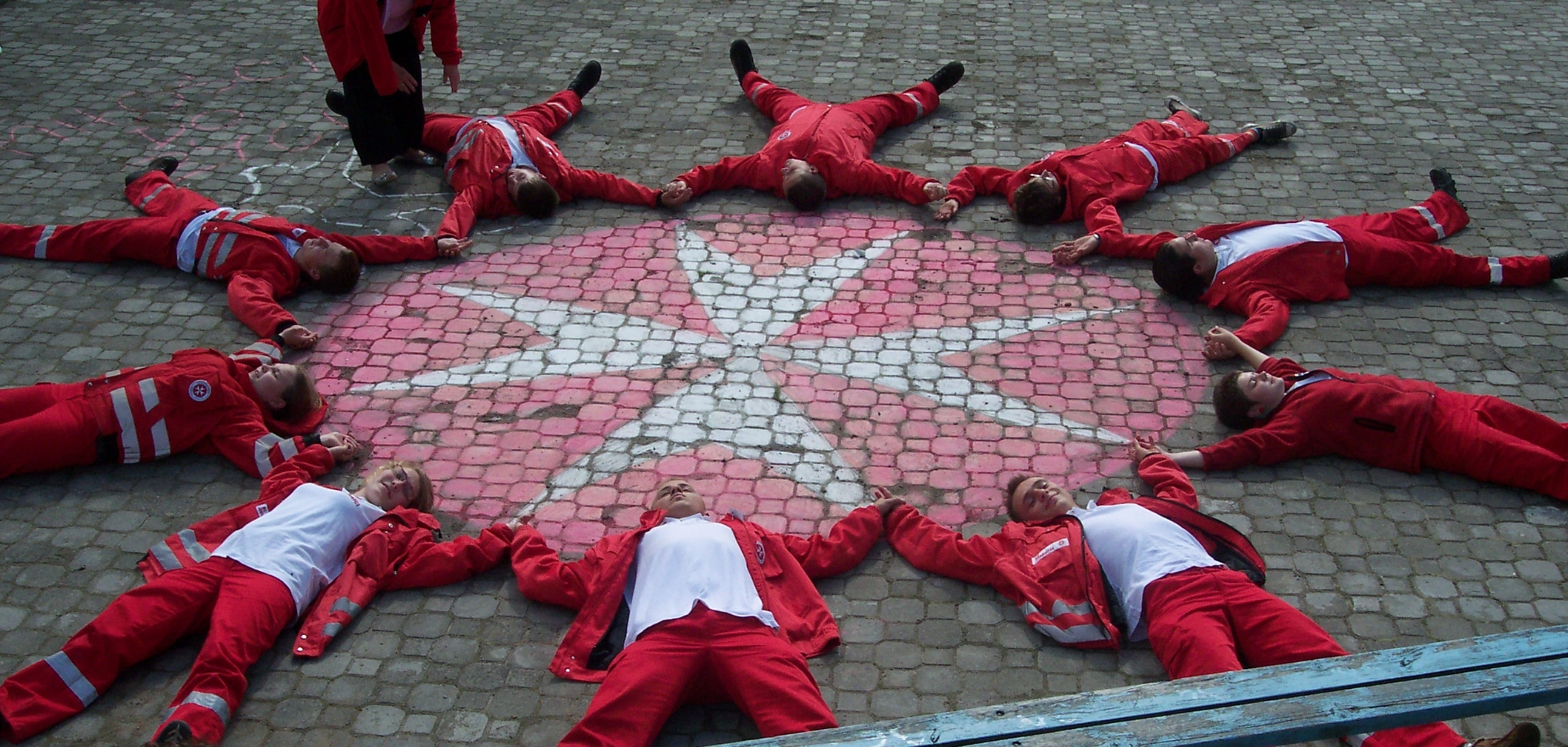
Wolontariusze JDP wokół logo JDP

Joannici Dzieło Pomocy (skrót: JDP) – polski oddział europejskiej, chrześcijańskiej, humanitarnej organizacji. Zajmuje się udzielaniem pomocy humanitarnej w czasie klęsk i wojen, pomocą socjalną, nauką pierwszej pomocy, prowadzeniem zabezpieczeń medycznych imprez masowych, opieką nad starszymi, chorymi, niepełnosprawnymi i potrzebującymi pomocy i hospitalizacją. Samo stowarzyszenie w Polsce powstało w 2001 r., choć swą działalność w Polsce joannici rozpoczęli już w latach 60. Organizacja wywodzi się od niemieckiego odpowiednika – Rycerskiego Zakonu Szpitalników św. Jana Jerozolimskiego.

## Cele i działania
Cele określone w statucie JDP:
- ratownictwo medyczne oraz ochrona ludności;
- wspieranie ofiar wypadków i klęsk żywiołowych;
- pomoc socjalna, w tym poradnictwo rodzinne oraz poradnictwo dla osób uzależnionych;
- wspieranie ochrony zdrowia i propagowanie zdrowego trybu życia;
- działalność dydaktyczna i wychowawcza, skierowana na wspieranie indywidualnego rozwoju dzieci i młodzieży oraz na wychowanie w szacunku do drugiego człowieka;
- działalność charytatywna;
- prowadzenie stacjonarnych placówek pielęgnacji osób chorych i w podeszłym wieku.

Działania podejmowane przez JDP:
- pierwsza pomoc i pogotowie sanitarne;
- pogotowie ratunkowe (w tym pogotowie górskie i wodne) oraz transport chorych;
- świadczenia na rzecz ofiar wypadków;
- medyczny transport lotniczy oraz medyczny transport z zagranicy do kraju;
- ochrona ludności i zapobieganie klęskom żywiołowym;
- praca z młodzieżą i praca z dziećmi; w szczególności opracowywanie programów edukacyjnych i wychowawczych oraz organizowanie imprez w celu pożytecznego spędzania czasu wolnego;
- opieka, pielęgnacja i wspieranie osób w podeszłym wieku, chorych, upośledzonych

i innych osób wymagających opieki;
- tworzenie i prowadzenie hospicjów oraz praca w hospicjach;
- prowadzenie placówek pomocy socjalnej, a także współdziałanie przy ich tworzeniu i prowadzeniu;
- pozostała działalność socjalna, taka jak wydawanie posiłków, domowy telefon alarmowy itd.;
- niesienie pomocy humanitarnej;
- prowadzenie pozostałej działalności charytatywnej;
- pozyskiwanie środków dla realizacji zadań JDP;
- przekazywanie środków dla innych organizacji dobroczynnych;
- pielęgnacja i strzeżenie dóbr kulturalnych związanych z tradycją Zakonu Joannitów.

## Struktura organizacji
W przeszłości istniało około 10 oddziałów miejscowych m.in. Pisz, Słupsk, Olsztyn, Gorzów Wielkopolski, Orneta, Lidzbark Warmiński, Sulęcin, Malbork, Dzięgielów, Barczewo w których działają Młodzieżowe Grupy Joannitów (MGJ), zespoły ratowników i Szkolne Służby Medyczne oraz 5 Oddziałów Regionalnych. JDP dzieli się w swojej strukturze na Zarząd, Prezydium i Zgromadzenie Członków. Propozycje kandydatów na członków Zarządu zostają wysunięte przez Prezydium, a wyboru dokonuje Zgromadzenie Członków. Kadencja trwa cztery lata. Zarząd ma prawo za pomocą uchwały wraz ze zgoda Prezydium tworzyć oddziały regionalne JDP na terenie Polski. Zadaniem Zarządu jest reprezentowanie Stowarzyszenia, zabezpieczenie działalności statutowej oraz rozporządzanie środkami mienia Stowarzyszenia na własną odpowiedzialność. Prezydium Stowarzyszenia składa się z Prezesa oraz czterech członków.

## Historia
Swe działania w Polsce Joannici rozpoczęli w latach sześćdziesiątych, kiedy to przesyłali do Polski paczki dla najbiedniejszych. W latach osiemdziesiątych do Polski przywożono już całe transporty z lekami, żywnością, odzieżą a później również darowizny pieniężne. Po roku 1990 na terenach północnej i zachodniej Polski powstały stacje socjalne, gdzie każdy mógł otrzymać leki i sprzęt medyczny. W 2000 r. powstała komisja złożona z członków zakonu i członków JUH, która w rok później utworzyła stowarzyszenie JDP. Rok później podjęto decyzje, że JUH zacznie działanie na ziemiach polskich. Stowarzyszenie Joannici Dzieło Pomocy zostało utworzone w 2004 roku. Po wpisaniu do Krajowego Rejestru Sądowego dnia 16.08.2004 rozpoczęło swoją działalność.

## Symbole
Znakiem JDP jest biały krzyż maltański na czerwonym tle, z napisem okalającym „Joannici Dzieło Pomocy” w postaci czarnych drukowanych liter na białym okręgu z czarną obwódką.